# Marvel vs. Capcom: Clash of Super Heroes
Marvel vs. Capcom: Clash of Super Heroes (яп. マーヴル VS. カプコン クラッシュ オブ スーパーヒーローズ Ма:вуру ба:садзу Капукон Курассю обу Су:па: Хиро:дзу) — компьютерная игра-кроссовер в жанре файтинга, разработанная и изданная компанией Capcom в 1998 году для аркадной системы CP System II. Является третьим проектом серии Marvel vs. Capcom с участием персонажей из франшиз Capcom и героев американского издательства комиксов Marvel Comics. В отличие от предшествовавшей ей Marvel Super Heroes vs. Street Fighter, в ней появляются не только бойцы из Street Fighter, но и другие персонажи из многочисленных франшиз Capcom. Несмотря на схожесть игровых процессов обеих игр, в Clash of Super Heroes была изменена механика персонажей поддержки и добавлена специальная атака.
В 1999 году состоялось портирование Clash of Super Heroes на Dreamcast, после чего в 2000 году она вышла на PlayStation. В 2012 году игра была переиздана на PlayStation 3 и Xbox 360 в рамках сборника Marvel vs. Capcom Origins, а в 2024 году вошла в состав издания Marvel vs. Capcom Fighting Collection: Arcade Classics для Nintendo Switch, PlayStation 4 и Windows. Критики хвалили версию игры для Dreamcast за её визуальную составляющую и игровой процесс. Capcom вырезала командные бои из версии для PlayStation из-за ограниченного объёма оперативной памяти консоли с целью сохранения производительности и графики. По этой причине порт для PlayStation получил менее положительные отзывы, чем версия для Dreamcast. В 2000 году состоялся релиз сиквела Marvel vs. Capcom 2: New Age of Heroes.

## Игровой процесс

Скриншот игрового процесса: Мега Мен атакует Капитана Америку

Marvel vs. Capcom: Clash of Super Heroes — третья игра в серии двухмерных файтингов Marvel vs. Capcom. В игре используется та же игровая механика, что и в предшествовавшей ей Marvel Super Heroes vs. Street Fighter: игрок формирует команду из двух бойцов в поединке против игровых персонажей, которыми управляет ИИ или другой пользователь. Игрок может свободно переключаться между персонажами в любой момент сражения. Во время поединка он управляет первым из выбранных бойцов, а второй остаётся за пределами экрана в качестве персонажа поддержки. Победа достаётся бойцам, которые первыми исчерпают очки здоровья оппонентов. В случае истечения времени на таймере победа достаётся игроку с наибольшим количеством оставшегося здоровья.
По сравнению с Marvel Super Heroes vs. Street Fighter в игровом процессе Clash of Super Heroes произошли два существенных изменения. Во-первых, из игры была вырезана использовавшаяся в предыдущей части механика Variable Assist, с помощью которой боец мог призвать своего партнёра за пределами экрана для применения специальной атаки; вместо неё появилась механика Guest Character/Special Partner. Несмотря на схожесть между ними, игра самостоятельно случайным образом определяет персонажей поддержки перед началом поединка, причём игрок может использовать их ограниченное количество раз за раунд. Во-вторых, в Clash of Super Heroes была добавлена новая специальная атака под названием Variable Cross, также известная как Duo Team Attack: с её помощью игрок атакует своего противника двумя персонажами одновременно в течение ограниченного времени. Кроме того, пользователь не ограничен в использовании Hyper Combo Gauge — шкалы в нижней части экрана, позволяющей ему выполнить несколько специальных быстрых атак, которые наносят оппоненту серьёзные повреждения.

### Режимы
В версии Marvel vs. Capcom: Clash of Super Heroes для Dreamcast есть пять игровых режимов: Arcade, Versus, Training, Survival и Cross Fever. В режиме Arcade игрок должен победить несколько управляемых ИИ команд, чтобы добраться до финального босса — Натиска из комиксов о Людях Икс. После победы над ним демонстрируется уникальное для каждого персонажа внутриигровое видео. В режиме Versus два игрока выбирают персонажей, условия сражения и локацию, прежде чем начать локальный бой друг с другом. В режиме Training игрок не только может отточить свои навыки, но и настроить определённые параметры, такие как сложность ИИ и количество зарядов Hyper Combo Gauge. В режиме Survival пользователь проводит сражения в течение ограниченного отведённого времени, причём количество полученного им урона переносится в следующий раунд. Режим Cross Fever позволяет четырём игрокам одновременно соревноваться в матче два на два. В версии для PlayStation вместо Cross Fever есть эксклюзивный режим Cross Over — единственный из режимов этого порта, позволяющий проводить командные бои, в то время как другие подобные режимы были вырезаны Capcom из-за ограниченного объёма оперативной памяти консоли.

### Персонажи
В Marvel vs. Capcom: Clash of Super Heroes есть 15 игровых бойцов. В отличие от Marvel Super Heroes vs. Street Fighter, в которой присутствовали исключительно герои серии Street Fighter, в Clash of Super Heroes фигурируют персонажи из других игровых франшиз Capcom, таких как Darkstalkers, Mega Man и Strider. Также в игре есть шесть секретных персонажей, которых можно разблокировать путём введения паролей на экране выбора бойцов. Большинство из них представляют собой видоизменённые аналоги других бойцов с различными приёмами: например, Леди-тень является модифицированной версией Чунь Ли. Единственным исключением из этой тенденции является Ролл из серии Mega Man, у которой есть уникальный дизайн, однако по большей части она использует те же приёмы, что и Мегамен.
В игре фигурируют 20 «специальных напарников» из вселенных Marvel и Capcom, которых можно призвать во время сражения в качестве персонажей поддержки, среди них: Колосс, Циклоп и Джубили со стороны Marvel, а также Артур из Ghosts ’n Goblins, Девилотт из Cyberbots: Full Metal Madness и безымянный солдат из Forgotten Worlds.

## Разработка и выпуск
Marvel vs. Capcom: Clash of Super Heroes, изначально разработанная для аркадной системы CP System II, была презентована на выставке AOU Show в феврале 1998 года, после чего в том же году она появилась на японских и североамериканских игровых автоматах.
Computer Entertainment Software Association представила порт игры для Dreamcast на игровой выставке TGS 1999. Разработчики добавили в неё эксклюзивный режим Cross Fever, позволяющий пользователям играть вчетвером. В Японии релиз порта состоялся 25 марта 1999 года, в Северной Америке он поступил в продажу 7 октября, а в Европе — 23 июня 2000 года; за издание отвечала компания Virgin Interactive Entertainment.
Также Clash of Super Heroes была портирована на PlayStation; из-за ограничения оперативной памяти консоли разработчики были вынуждены вырезать некоторые механики, в частности, командные сражения, поэтому в большинстве режимов были задействованы только два персонажа вместо четырёх. По этой причине полноценные боевые партнёры использовались в качестве персонажей поддержки. В режиме Cross Over была представлена концепция сражений двух одинаковых команд: например, если первый игрок выбирает Человека-паука, а второй выбирает Рю, то Рю и Человек-паук автоматически будут выбраны в качестве персонажей поддержки у обоих пользователей. Также в игру была добавлена художественная галерея, в которой игроки могли просматривать арты и внутриигровое видео. Помимо этого, из-за нехватки оперативной памяти были также упрощены многие анимации, особенно в спрайтах персонажей. В Японии вышедшая 11 ноября 1999 года версия для PlayStation была переименована в Marvel vs. Capcom: Clash of Super Heroes EX Edition. В Северной Америке и Европе релиз игры состоялся в январе 2000 года.
В рамках продвижения игры Toy Biz выпустила линейку фигурок из четырёх наборов по две штуки в каждом — с одним персонажем Marvel и одним персонажем Capcom: Капитан Америка и Морриган, Воитель и Мегамен, Человек-паук и Страйдер, Веном и Капитан Коммандо.
Capcom переиздала Clash of Super Heroes в высоком разрешении вместе с Marvel Super Heroes в рамках сборника Marvel vs. Capcom Origins. Разработчики стремились сохранить игровой процесс оригинала и добавили в проект новые функции, такие как сетевой многопользовательский режим, испытания и сохранение повторов. В Северной Америке выход сборника состоялся 25 сентября 2012 года, а в Европе — 10 октября, в обоих случаях через PlayStation Network. Версия для Xbox Live Arcade вышла 26 сентября. В 2014 году по истечении срока действия лицензионного соглашения между Capcom и Marvel Comics Marvel vs. Capcom Origins была удалена из интернет-магазинов.
В июне 2020 года Arcade1Up перевыпустила Clash of Super Heroes на аркадных автоматах вместе с другими проектами с участием персонажей Marvel: Marvel Super Heroes vs. Street Fighter, X-Men vs. Street Fighter и Marvel Super Heroes: War of the Gems. В июне 2024 года Capcom объявила, что Clash of Super Heroes пополнит сборник Marvel vs. Capcom Fighting Collection: Arcade Classics, релиз которого состоялся в сентябре того же года.

## Восприятие и наследие
| Сводный рейтинг    | Сводный рейтинг | Сводный рейтинг |
| Издание            | Оценка          | Оценка          |
| Издание            | Dreamcast       | PS              |
| ------------------ | --------------- | --------------- |
| GameRankings       | 80,13 %         | 74,63 %         |
| Иноязычные издания |                 |                 |
| Издание            | Оценка          | Оценка          |
| Издание            | Dreamcast       | PS              |
| AllGame            | [ 37 ]          | [ 38 ]          |
| Edge               | 7/10            | N/A             |
| EGM                | 7,875/10        | 6,5/10          |
| Eurogamer          | 8/10            | N/A             |
| Famitsu            | 33/40           | N/A             |
| GameFan            | 92%             | 71%             |
| Game Informer      | 7,5/10          | N/A             |
| GamePro            | [ 47 ]          | [ 23 ]          |
| GameRevolution     | B               | N/A             |
| GameSpot           | 9/10            | 5,8/10          |
| GameSpy            | 7,5/10          | N/A             |
| IGN                | 8,8/10          | 7,5/10          |
| OPM                | N/A             | [ 49 ]          |

Японское издание Game Machine в выпуске от 1 апреля 1998 года назвала Marvel vs. Capcom: Clash of Super Heroes «второй самой успешной аркадной игрой месяца». В США было продано около 3000 аркадных автоматов — это превышало количество устройств с игрой Street Fighter III, — что сделало Clash of Super Heroes самой успешной аркадной игрой Capcom в этой стране на тот момент. Согласно агрегатору рецензий GameRankings, версии для Dreamcast и PlayStation получили «благоприятные» отзывы.
Критики хвалили версию для Dreamcast за качество анимации и динамичный игровой процесс. Рецензент Game Informer положительно отозвался о «цельной анимации, ярких эффектах и высокоскоростном игровом процессе». Также редакция журнала высоко оценила «безупречное» качество порта оригинальной аркадной версии. Аналогичным образом к числу сильных сторон Джефф Герстманн из GameSpot отнёс визуальные эффекты и боевую систему, которые оправдали ожидания от «сверхъестественного, ультрояркого файтинга». С другой стороны, GameRevolution пришёл к выводу, что Clash of Super Heroes не хватает глубины. Портал раскритиковал порт для Dreamcast за отсутствие фундаментальных изменений по сравнению с игрой для аркадных автоматов. Японское издание Famitsu поставило игре 33 балла из 40.
В отличие от версии для Dreamcast, порт для PlayStation получил более смешанные отзывы. Герстманн раскритиковал игру за исчезновение командных сражений; он утверждал, что, хотя в ней были «те же самые фишки, что и в оригинальной игре… оболочка, в которой они находились, [была] совершенно другой». Дуглас Перри из IGN назвал версию для PlayStation «средней игрой», похвалив её игровой процесс и вечную [визуальную] привлекательность, но раскритиковал выбор боевых стилей и музыкальное оформление. GamePro похвалил решение разработчиков вырезать контент с целью сохранения производительности и графической составляющей игры без перегрузки системы. Тем не менее, обозреватель отдал предпочтение версии для Dreamcast.
1 декабря 1999 года представители Capcom анонсировали продолжение Clash of Super Heroes под названием Marvel vs. Capcom 2: New Age of Heroes, которое изначально разрабатывалось для аркадной системы Sega NAOMI; это была первая попытка Capcom создать файтинг за пределами систем CP System II и III. По сравнению с Clash of Super Heroes были внесены значительные изменения в игровой процесс, в частности, командные сражения 3 на 3, новая система персонажей поддержки и упрощённое управление. В Marvel vs. Capcom 2 было добавлено 56 игровых бойцов, причём образы некоторых из них были позаимствованы из предыдущих файтингов Capcom с участием персонажей Marvel. После выхода на японских игровых автоматах в 2000 году игра была портирована на Dreamcast, PlayStation 2, PlayStation 3, Xbox, Xbox 360 и устройства iOS.